# Mapas de Dieppe

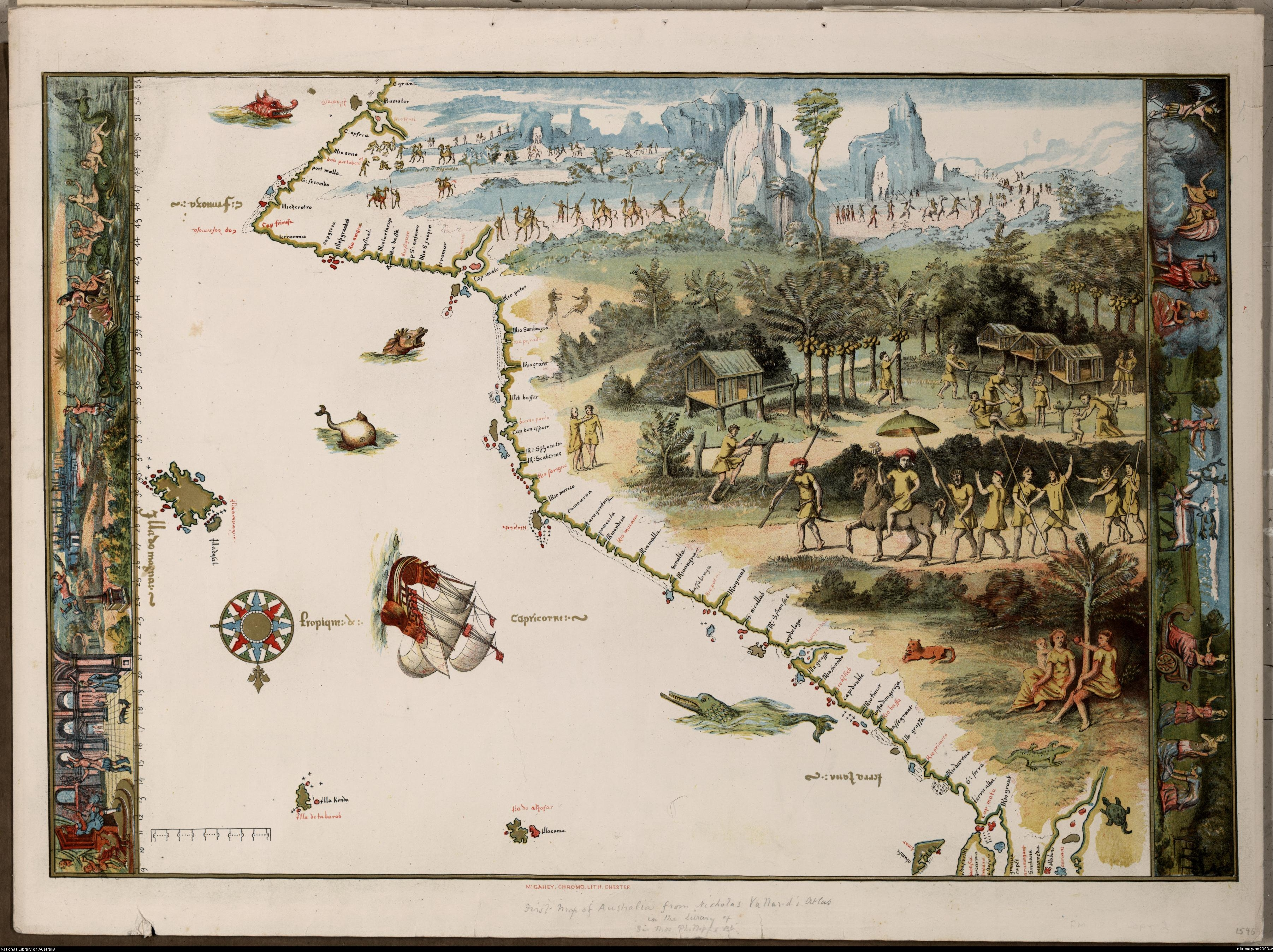
Costa oriental de "Jave La Grande" no atlas portulano de Nicholas Vallard de 1547 (parte de uma cópia de 1856 de um dos mapas de Dieppe na National Library of Australia).

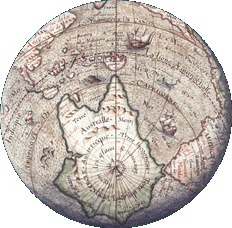
Globo terrestre (Jacques de Vau de Claye, 1583)

Os chamados Mapas de Dieppe, ou, na sua forma portuguesa, de Diepa, são uma série de mapas-múndi produzidos na cidade de Dieppe, na França, nas décadas de 1540, 1550 e 1560. São mapas de grandes dimensões, manuscritos, elaborados para grandes senhores e patronos reais, entre os quais Henrique II de França e Henrique VIII de Inglaterra. A escola de cartografia de Dieppe compreende nomes como os de Guillaume Le Testu, Jacques de Vau de Claye, Johne Rotz, Nicholas Desliens e Pierre Desceliers.

## A "Escola de Dieppe"
Durante o século XVI, surgiram na França numerosos mapas, copiados ou tendo por base mapas portugueses, uma vez que, embora esse país não tivesse participado das grandes navegações, os seus reis aguardavam o momento adequado para interferir na política do Atlântico, para o que necessitavam manter-se par dos descobrimentos de Portugal e Espanha.
Suspeita-se que muitas informações foram furtadas da Casa da Índia em Lisboa, por espiões de origens diversas. O melhor exemplo dessa prática é o conhecido Planisfério de Cantino, em 1502, para os genoveses. Entre os franceses, salientaram-se os do porto de Dieppe. Tal como os portugueses um século antes, neste porto compreendeu-se a necessidade de informações cartográficas e hidrográficas, vindo a constituir-se um centro de estudos semelhante ao da lendária "Escola de Sagres". As embarcações armadas em Dieppe frequentaram regularmente as costas do Brasil, onde estabeleceram feitorias, inclusive na costa ao norte da foz do rio Amazonas, particularmente na margem esquerda da foz do rio Oiapoque. Outros navegadores desse porto avançaram sobre a Terra Nova, onde os portugueses se dedicavam a explorar os grandes bancos de bacalhau. O navegador Jacques Cartier era de Dieppe e as suas viagens para a foz do rio São Lourenço conduziram ao estabelecimento francês no Canadá. Os irmãos Jean e Raoul Parmentier viajaram até Sumatra, no Oceano Pacífico, em 1529.

## Características
Uma vez que muitas das legendas nesses mapas encontram-se em língua francesa, língua portuguesa ou um português galicizado, admite-se contemporaneamente que os cartógrafos da escola de Dieppe trabalharam frequentemente sobre fontes portuguesas actualmente inexistentes, como por exemplo a Casa da Guiné e da Mina e a Casa da Índia, em Lisboa. Pela mesma razão acredita-se ser essa outra evidência de que cartógrafos portugueses foram subornados para fornecer informação acerca das últimas descobertas de seu país, apesar da política de sigilo praticada pela Coroa Portuguesa.
Uma característica comum a muitos dos mapa-múndi de Dieppe é o emprego de rosas-dos-ventos e de linhas loxodrômicas, alusivas a cartas náuticas, como por exemplo no Atlas de Vallard (1547) e no de Desceliers (1550). Essas cartas, entretanto são melhor entendidos como obras de arte, claramente concebidas para serem abertas sobre uma mesa de reuniões, apresentando informações sobre as últimas descobertas a par de ilustrações e referências mitológicas. O mapa citado de Desceliers de 1550, por exemplo, oferece descrições das primeiras tentativas francesas de colonização da região do Canadá, da conquista espanhola do Peru e do comércio marítimo português de especiarias. Nesse mesmo mapa encontram-se ainda descrições da lendária Catai na China, do Preste João na Etiópia, e das Amazonas na Rússia. Outros mapas da escola de Dieppe também apresentam figuras fictícias como as "Îles des Geanz"/Zanzibar, inspirada em Marco Polo, como no Atlas de Vallard (1547), no de Rotz (1542) e no chamado mapa "Delfim" (c. 1547).
Assim como outros mapas confeccionados antes do século XVII, os mapas de Dieppe não demonstram conhecimento de longitude. Enquanto que a latitude poderia ser assinalada em graus de acordo com as observações efectuadas com o astrolábio ou o quadrante, as latitudes ainda não eram medidas em distância.
A projecção de Gerardus Mercator apareceu pela primeira vez em 1568-1569, um desenvolvimento tardio demais para que tenha influenciado os cartógrafos de Dieppe.

## O fim da escola de Dieppe
Ao longo do século XVI, o apoio à expansão marítima no reino começou a registrar acentuado declínio, em função da guerra contra o Imperador Carlos V. Os problemas internos que se avolumam na França em função da Reforma Protestante, colocaram frente a frente os partidários da Liga Católica e os huguenotes, mergulhando o país numa sangrenta guerra religiosa (1561-1598). Os conflitos consumiram a maior parte dos recursos públicos e privados, sustando o próspero desenvolvimento náutico vivido até então.

## Os mapas de Dieppe existentes
Os mapas de Dieppe conhecidos na actualidade, e o seu paradeiro, são,:
- Johne Rotz, Boke of Idrography (1542), na British Library, em Londres;
- Guillaume Brouscon, mapa-múndi (1543), na The Huntington Library, em San Marino, na Califórnia;
- Pierre Desceliers, mapa-múndi Real (1546), na Biblioteca Universitária John Rylands, em Manchester;
- Anónimo, mapa-múndi Harleiano ou Delfim (c. 1547), na British Library, em Londres;
- Anónimo, feito para Nicholas Vallard, atlas portulano (c. 1547), na The Huntington Library, em San Marino, na Califórnia;
- Pierre Desceliers, mapa-múndi (1550), na British Library, em Londres;
- Pierre Desceliers, mapa-múndi (1553), em Viena (destruído);
- Guillaume Le Testu, Cosmographie Universelle (1555), na Bibliothèque du Service historique de l'Armée de Terre, em Paris;
- Anónimo, atlas portulano atribuído a Pierre Desceliers, mapa-múndi (c. 1555), na Morgan Library, em New York;
- Guillaume Le Testu, mapa-múndi (1566), na Bibliothèque Nationale de France, em Paris;
- Nicholas Desliens, mapa-múndi (c. 1541-1561) em Dresden (destruído);
- Nicholas Desliens, mapa-múndi (1566), na Bibliotheque Nationale de France, em Paris;
- Nicholas Desliens, mapa-múndi (1567),no National Maritime Museum, em Greenwich;
- Anónimo, atribuído a Nicholas Desliens, mapa-múndi (c. 1568), no National Maritime Museum, em Greenwich.

## Os mapas de Dieppe e a teoria do descobrimento português da Austrália
Alguns pesquisadores recorrem aos mapas de Dieppe identificando indícios da exploração portuguesa da costa da Austrália na década de 1520. A maioria dos mapas de Dieppe indica uma massa de terra intitulada "Jave La Grande", entre as atuais Indonésia e Antárctica. Como os portugueses estavam activos no Sudeste da Ásia desde 1511, e em Timor desde 1516, foi sugerido por alguns autores que "Jave La Grande" é o resultado de um erro cometido pelos cartógrafos de Dieppe que estavam a trabalhar sobre mapas portugueses do litoral da Austrália. Embora nenhum dos mapas de Dieppe esteja particularmente preocupado com a representação da Austrália, a discussão australiana contemporânea sobre eles geralmente é limitada a este detalhe de "Jave La Grande”.
O primeiro escritor a referir estes mapas como uma evidência da descoberta portuguesa da Austrália foi Alexander Dalrymple em 1786, em uma nota curta em sua obra "Memoir Concerning the Chagos and Adjacent Islands". Ele estava tão intrigado a esse respeito que fez publicar duzentas cópias do mapa "Delfim".
Desde então diversos outros autores contribuíram para o debate sobre a massa de terra identificada como "Jave La Grande" nos mapas de Dieppe. Entre estes, incluem-se:
- Richard Henry Major, em 1859, então Guardião dos Mapas no British Museum, autor de Early Voyages to Terra Australis, argumentando que "Jave La Grande" representava as costas leste e oeste da Austrália;[10][11]

- A interpretação de Major foi analisado criticamente pelo historiador português, Joaquim Pedro de Oliveira Martins. Ele concluiu: «não nos parece que portuguez algum a tivesse visitado a Austrália no século XVI»;[12]

- George Collingridge, em 1895 escreveu The Discovery of Australia[13] e reproduziu um número de trechos de "Jave La Grande" de diversos mapas de Dieppe para o público de língua inglesa. Ele também argumentou que "Jave La Grande" era substancialmente a linha da costa australiana;

- O advogado Kenneth Gordon McIntyre, em 1977, publicou The Secret Discovery of Australia. Portuguese ventures 200 years before Captain Cook. Esta obra alcançou extensa divulgação na Austrália e permanece como a mais conhecida entre as que buscam demonstrar que "Jave La Grande" é a Austrália. McIntyre atribuiu as discrepâncias na representação de "Jave La Grande" às dificuldades para assinalar posições com precisão na ausência de um método confiável, à época, de determinação das longitudes, assim como às técnicas utilizadas à época para a conversão de mapas confeccionados com diferentes projecções cartográficas.

- Helen Wallis, em 1981, então Curadora dos Mapas na British Library, sugeriu que a viagem francesa de Jean Parmentier e seu irmão, Raoul Parmentier, a Sumatra em 1529, pode ter gerado informações que se encontram recolhidas nos mapas de Dieppe. Embora admitindo que as evidências para essa afirmação são circunstanciais, ela sugeriu que talvez um cartógrafo de Dieppe como Jean Rotz possa ter acompanhado a expedição.[14]

- Roger Herve, actual Guardião dos Mapas na Bibliothèque Nationale de France, em Paris argumentou que "Jave La Grande" demonstra a evidência dos descobrimentos português e espanhol da Austrália e da Nova Zelândia entre 1521 e 1528. A sua obra Chance Discoveries of Australia and New Zealand by Portuguese and Spanish Navigators between 1521 and 1528 foi inicialmente publicada em língua inglesa em 1983.[15]

- O Brigadeiro aposentado Lawrence Fitzgerald, em 1984 escreveu Java La Grande (sic).[16] Nesta obra ele compara as linhas costeiras de "Jave La Grande" como mostradas no mapa "Delfim" (1536-1542) e no de Desceliers (1550) com a actual linha costeira da Austrália, argumentando que os cartógrafos de Dieppe uniram incorrectamente mapas portugueses. Ele também sugeriu que algumas das ilustrações em "Jave La Grande" podem estar relacionadas à Austrália.

- Gavin Menzies, escritor inglês, na obra 1421, The Year China Discovered the World, publicada em 2002, sugeriu que a representação de "Jave La Grande" nos mapas de Dieppe refere-se às descobertas do explorador Chinês Zheng He e seus almirantes. O autor sugere que os cartógrafos dos mapas de Dieppe trabalharam a partir de mapas portugueses da Austrália que, a seu turno, foram copiados de fontes chinesas.

- O jornalista Peter Trickett, em 2007 publicou a obra Beyond Capricorn.[17] Ele afirma que foi cometido um erro na junção de mapas pelos cartógrafos que trabalharam no Atlas de Nicholas Vallard em 1547, e que, se parte dele for rotacionada em 90º (ver a cópia de 1856 acima, à direita), ele se torna um mapa acurado da costa australiana e da ilha norte da Nova Zelândia. Ele também sugere que algumas das ilustrações e embelezamentos em "Jave La Grande" podem estar conexos à Austrália. Alguns meios de comunicação durante a divulgação da obra à época de seu lançamento sugeriram, incorrectamente, que o Atlas de Vallard não era muito conhecido.[18]

## Interpretações alternativas de "Jave La Grande"
O Professor W. A. R. (Bill) Richardson, leitor em língua portuguesa e língua espanhola na Flinders University, no sul da Austrália, escreveu mais de vinte artigos sobre a questão "Jave La Grande" para periódicos académicos entre os anos de 1983 e 2004. Em 2006 veio à luz o seu livro Was Australia charted before 1606? The Jave La Grande inscriptions, onde em grande parte o autor considera conexão entre "Jave La Grande" e a Austrália e, em particular, a informação de que a sua toponímia pode prover a identificação. A sua conclusão é a de que "Jave La Grande" é inequivocamente identificada com as costas ao sul do sul de Java e da Indochina. Richardson também criticou a assertiva de Gavin Menzies, na obra "1421: The Year China Discovered the World", de que os mapas de Dieppe fornecem pistas de uma possível descoberta chinesa da Austrália.
Num simpósio em 2016 na Biblioteca Nacional de Portugal, o historiador australiano Robert J. King  argumentou que: “Os mapas Jave la Grande e Terre de Lucac dos mapas Dieppe representam Java Major e Locach de Marco Polo, deslocados pelos cartógrafos que interpretou mal as informações sobre o Sudeste Asiático e a América trazidas pelos navegadores portugueses e espanhóis”.